# Marek Špilár
Marek Špilár (11. února 1975 Stropkov – 7. září 2013 Prešov) byl slovenský fotbalový obránce a reprezentant. 7. září 2013 spáchal ve věku 38 let sebevraždu skokem z okna bytu v pátém poschodí.
Mimo Slovensko působil na klubové úrovni v ČR, Belgii a Japonsku.

## Klubová kariéra
Hrál za MŠK Tesla Stropkov, FC Petra Drnovice, 1. FC Tatran Prešov, 1. FC Košice, FC Baník Ostrava, SK Sigma Olomouc, Club Brugge KV a Nagoya Grampus Eight. V české lize nastoupil ve 39 utkáních. Za reprezentaci Slovenska nastoupil ve 30 utkáních.

### Ligová bilance
| Ročník                          | Zápasy | Góly | Klub                 |
| ------------------------------- | ------ | ---- | -------------------- |
| 1. česká fotbalová liga 1993/94 | 1      | 0    | FC Petra Drnovice    |
| Corgoň liga 1995/96             | 27     | 0    | 1. FC Tatran Prešov  |
| Corgoň liga 1996/97             | 26     | 6    | Tatran Prešov        |
| Corgoň liga 1997/98             | 25     | 0    | 1. FC Košice         |
| Corgoň liga 1998/99             | 25     | 0    | 1. FC Košice         |
| Corgoň liga 1999/00             | 25     | 3    | 1. FC Košice         |
| Gambrinus liga 2000/01          | 23     | 0    | FC Baník Ostrava     |
| Gambrinus liga 2001/02          | 7      | 0    | FC Baník Ostrava     |
| Gambrinus liga 2001/02          | 8      | 0    | SK Sigma Olomouc     |
| Jupiler League 2002/03          | 6      | 0    | Club Brugge KV       |
| Jupiler League 2003/04          | 8      | 0    | Club Brugge KV       |
| Jupiler League 2004/05          | 5      | 0    | Club Brugge KV       |
| Jupiler League 2005/06          | 12     | 0    | Club Brugge KV       |
| J. League 2006                  | 21     | 1    | Nagoya Grampus Eight |
| J. League 2007                  | 3      | 0    | Nagoya Grampus Eight |
| CELKEM                          | 220    | 10   |                      |

## Reprezentační kariéra
Špilár debutoval v A-týmu Slovenska 2. 2. 1997 v přátelském utkání v Cochabambě proti Bolívii (výhra 1:0). Celkem odehrál v letech 1997–2002 za slovenský národní tým třicet zápasů, gól nevstřelil.
Zápasy Marka Špilára v A-mužstvu slovenské reprezentace
| Rok    | Zápasy | Góly |
| ------ | ------ | ---- |
| 1997   | 11     | 0    |
| 1998   | 12     | 0    |
| 1999   | 1      | 0    |
| 2000   | 0      | 0    |
| 2001   | 0      | 0    |
| 2002   | 6      | 0    |
| Celkem | 30     | 0    |